# Barvicí lázeň
Barvicí lázeň (angl.: dye bath, něm.:Färbeflotte) je vodný roztok nebo vodná disperze (směs) textilního barviva.

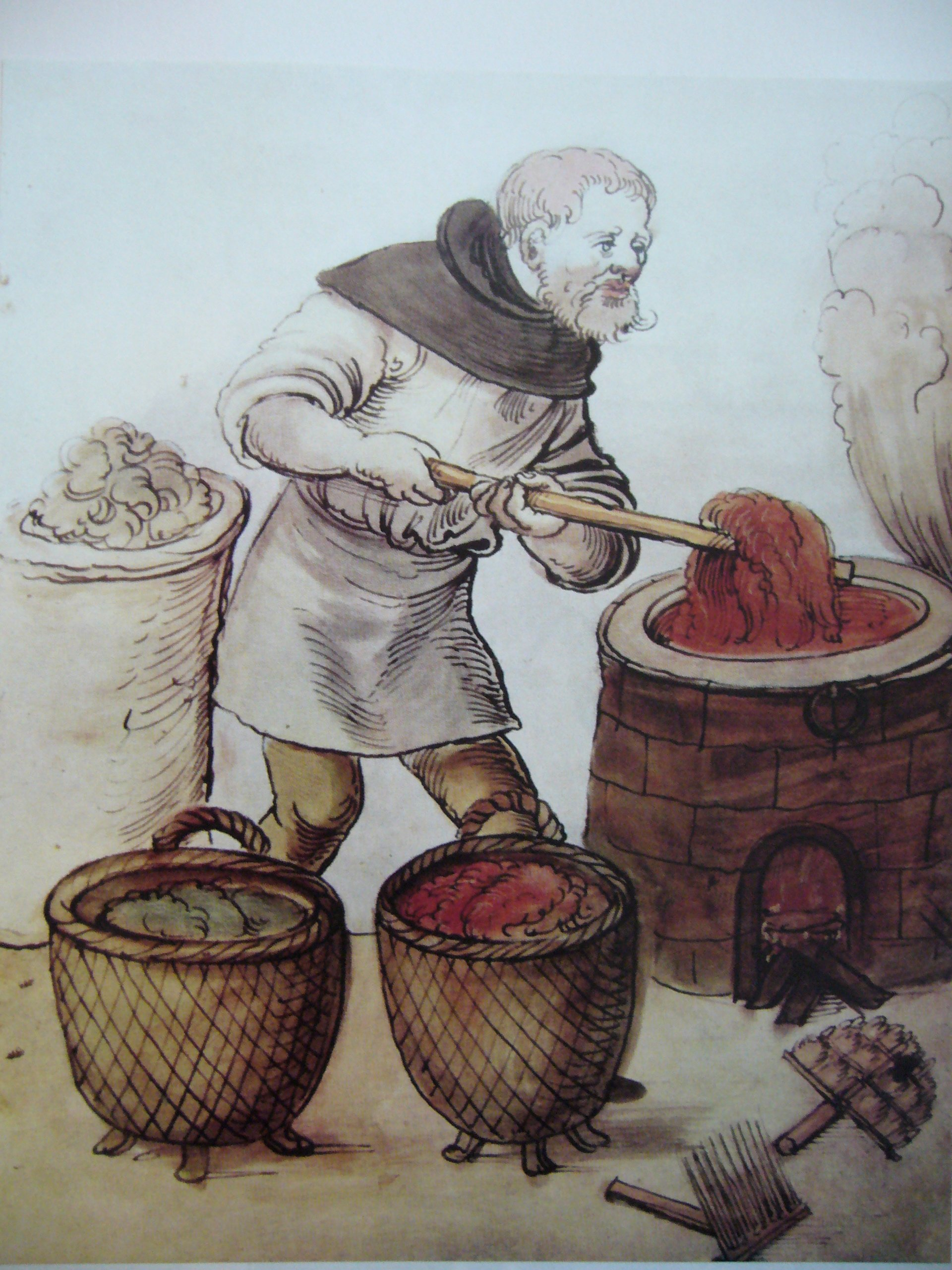
Barvicí lázeň v 15. století

Lázeň obsahuje vedle barviva pomocné prostředky a přísady.
Koncentrace barviva se obvykle udává v %, ostatní chemikálie v g/l vody.
V širším smyslu se za barvicí lázeň považuje také tiskařská pasta, rozpouštědla, pěna apod. Označení lázeň se používá také pro vodné roztoky
na praní, bělení, merceraci a mokré apretury.
Poměr lázně, zvaný také délka lázně je poměr hmotností zpracovávané textilie a barvicí lázně. Čím kratší je lázeň, tím nižší je spotřeba barviva, vody a energie. Moderní barvicí stroje a aparáty jsou proto konstruovány tak, aby se na nich dalo barvit s pokud možno krátkou lázní.
Délka lázně se označuje s poměrem
nižším než 1:2 jako velmi krátká
do 1:5 jako krátká
do 1:10 jako střední
vyšším než 1:10 jako dlouhá .
Úroveň přechodu barviva z barvicí lázně na textilii se hodnotí stupněm vytažení lázně, pro který platí:
Stupeň vytažení (%)  = {\displaystyle {\frac {(hmt-ht).100}{ht}}}
ht – hmotnost textilie před barvením
hmt – hmotnost vybarvené textilie (před sušením)
Jestliže např. 100 kg textilie barvené v lázni s pětiprocentní koncentrací barviva váží v mokrém stavu po barvení 160 kg, obnáší stupeň vytažení 60 % a textilie obsahuje 5 x 0,6 = 3 % barviva.